# Çukuryurt, Gercüş
Çukuryurt là một xã thuộc huyện Gercüş, tỉnh Batman, Thổ Nhĩ Kỳ. Dân số thời điểm năm 2011 là 680 người.